# Xu Haidong (Tischtennisspieler)
Xu Haidong (chinesisch 徐海東 / 徐海东, Pinyin Xú Hǎidōng; * 12. Juni 2000 in Shijiazhuang) ist ein chinesischer Tischtennisspieler.

## Karriere
Seine ersten internationalen Auftritte hatte Xu 2016, als er im Einzel Jugend-Asienmeister wurde und mit dem Team Silber gewann, das im Dezember bei der Jugend-WM durch eine Halbfinalniederlage gegen Südkorea zum ersten Mal das Finale verpasste. Den Titel holte Xu mit der Mannschaft dann 2017. Ab 2018 spielte Xu regelmäßig auf der World Tour, in diesem Jahr rückte er zudem auf Platz 1 der U-18-Weltrangliste vor und gewann bei der Jugend-Weltmeisterschaft Gold im Einzel, Doppel und mit dem Team.

## Spielstil
Xu Haidong ist Angriffsspieler und verwendet die asiatische Penholder-Schlägerhaltung.

## Turnierergebnisse
| Verband | Veranstaltung             | Jahr     | Ort            | Land | Einzel        | Doppel        | Mixed         | Team | U-21       |
| ------- | ------------------------- | -------- | -------------- | ---- | ------------- | ------------- | ------------- | ---- | ---------- |
| CHN     | Jugend-Asienmeisterschaft | 2016     | Bangkok        | THA  | Gold          | letzte 16     |               | 2    |            |
| CHN     | Challenge Series          | 2019     | Minsk          | BLR  | letzte 64     | Gold          |               |      |            |
| CHN     | Challenge Series          | 2019     | Władysławowo   | POL  | Halbfinale    | Qual.         |               |      |            |
| CHN     | Challenge Series          | 2019     | Lissabon       | POR  | letzte 32     |               |               |      |            |
| CHN     | WTT Series (Contender)    | 2023     | Durban         | RSA  |               | Silber        |               |      |            |
| CHN     | WTT Series (Contender)    | 2022     | Almaty         | KAZ  | Qual.         | Viertelfinale | Silber        |      |            |
| CHN     | WTT Series (Contender)    | 2022 (9) | Maskat         | OMN  | letzte 32     | Halbfinale    | Silber        |      |            |
| CHN     | World Tour                | 2020     | Doha           | QAT  | Qual.         |               |               |      |            |
| CHN     | World Tour                | 2020     | Magdeburg      | GER  | Qual.         |               |               |      |            |
| CHN     | World Tour                | 2019     | Linz           | AUT  | Qual.         |               |               |      |            |
| CHN     | World Tour                | 2019     | Bremen         | GER  | Qual.         |               |               |      |            |
| CHN     | World Tour                | 2019     | Stockholm      | SWE  | letzte 32     |               |               |      |            |
| CHN     | World Tour                | 2019     | Olmütz         | CZE  | Qual.         |               |               |      |            |
| CHN     | World Tour                | 2018     | Panagjurischte | BUL  |               |               |               |      | Silber     |
| CHN     | World Tour                | 2018     | Olmütz         | CZE  | Qual.         |               |               |      | letzte 16  |
| CHN     | World Tour                | 2018     | Chengdu        | CHN  | Qual.         |               |               |      |            |
| CHN     | World Tour                | 2018     | Hongkong       | HKG  |               |               |               |      | Halbfinale |
| CHN     | World Tour                | 2016     | Pjöngjang      | PRK  | Viertelfinale | letzte 16     |               |      |            |
| CHN     | Jugend-Weltmeisterschaft  | 2018     | Bendigo        | AUS  | Gold          | Gold          | Halbfinale    | 1    |            |
| CHN     | Jugend-Weltmeisterschaft  | 2017     | Riva del Garda | ITA  | Viertelfinale | Viertelfinale | Viertelfinale | 1    |            |
| CHN     | Jugend-Weltmeisterschaft  | 2016     | Kapstadt       | ZAF  | letzte 16     | Viertelfinale | Halbfinale    | 1    |            |